# Jerónimo de Cáncer y Velasco
Jerónimo de Cáncer y Velasco (Barbastro, ¿1599?-Madrid, 1655) fue un dramaturgo y poeta español del Siglo de Oro.

## Vida y obra
Fue de noble familia y cercano pariente del célebre jurisconsulto don Jaime Cáncer. Sirvió al Conde de Luna como contador, pero éste le echó con cajas destempladas. En 1620 estaba en Madrid, y en 1625 casó con una viuda joven, María de Ormaza, y tuvo una hija. Aunque gozó de la protección del Duque de Medina Sidonia y Conde de Niebla, hubo de vivir con estrecheces económicas, pues en la dedicatoria de sus poesías a este le pide la gran merced de un vestido; y en otro romance, una ayuda de costa al Rey, en méritos de haber representado con los criados de S. M. una comedia en palacio delante del mismo monarca Felipe IV. Para la Academia del Buen Retiro, reunida para Felipe IV en 1637, compuso el Vejamen de la Academia castellana de Madrid (dedicado a Sebastián Rodríguez de Villaviciosa), pieza muy popular en esas justas o certámenes poéticos de índole bufonesca. Murió tan pobremente que hubo necesidad de costear su entierro con limosnas.
Sobresalió en la poesía festiva y chistosa, en la que prodigó equívocos y retruécanos conceptistas. Compiló su poesía en el libro Poesías varias (Madrid, 1651), donde destacan romances, jácaras, quintillas de ciego y agudos epigramas. 
Son justamente célebres sus comedias burlescas y sus entremeses, algunos de los cuales son Este lo paga. (Laurel de entremeses varios, Zaragoza, 1660) El cortesano. (Tardes apacibles de gustoso entretenimiento, repartidas en varios entremeses... Madrid, 1663) o Los Putos. (Ociosidad entretenida, en varios entremeses, bailes..., escogidos de los mejoies ingenios de España... -Madrid, 1668.) Tiene muy graciosos romances, quintillas de ciego y jácaras; de estas algunas felizmente imitadas de Francisco de Quevedo. Es notable de sus Relaciones en quintillas la del nacimiento y bautismo de la infanta doña Ana María Antonia de Austria, año de 1635.
También fue un frecuente autor de comedias de varios ingenios; colaboró en estos menesteres con Pedro Calderón de la Barca, Agustín Moreto, Luis Vélez de Guevara, Juan de Matos Fragoso, Juan de Zabaleta, etc.: por sí solo, únicamente hizo dos comedias burlescas, La muerte de Baldovinos, que es una parodia de El marqués de Mantua de Lope de Vega con tantos disparates que fue condenada por la Inquisición, y Las mocedades del Cid. En el año de 1651 las publicó junto con una colección de sus poesías y el entremés de La Garapiña, bajo la portada Obras varias de don Jerónimo de Cáncer y Velasco, dedicadas al duque de Medina Sidonia, Madrid, 1651. Lleva al frente un prólogo de don Juan de Zabaleta y se reimprimió después el mismo año sin el entremés y con variantes en la comedia, y por último en Lisboa, en 1675, también sin el entremés; da la medida de la estima de sus obras que el volumen conociera diez ediciones hasta 1761. En los poemas domina lo festivo y burlesco y la parodia mitológica, pero también hay poemas religiosos y fábulas mitológicas serias como la Fábula del Minotauro. En esta obra se incluye además su famoso Vejamen, donde aparecen las semblanzas burlescas de Martínez de Meneses, Luis Belmonte Bermúdez, Alfonso de Batres, Francisco de Rojas Zorrilla, Juan de Zabaleta, Pedro Rosete, Juan Vélez de Guevara, Juan de Matos Fragoso o Antonio Sigler de Huerta, es decir, sus principales amigos y colaboradores literarios. Murió Cáncer cuatro años después, en 1655, víctima de un ataque cerebrovascular. Fue de estatura muy baja y bastante delgado, según refiere el mismo en sus poemas.
Se encuentran otras poesías de Cáncer en el Certamen de nuestra Señora de la Cogullada de Zaragoza, en la Colección de Alfai, y en la titulada: Delicias de Apolo. De sus piezas escritas en colaboración destaca con mucho El mejor representante, San Ginés (1688), compuesta con Pedro Rosete Niño y Antonio Martínez e inspirada en Lo fingido verdadero de Lope de Vega. Desarrolla la historia del santo que se convirtió cuando estaba representado el papel de un mártir cristiano, y resulta interesante por el juego entre la ficción y la realidad, cuyas líneas divisorias llegan a confundirse en un momento dado.